# Aeger tipularius
Aeger tipularius es una especie de langostino fósil de la piedra caliza de Solnhofen. Fue descrita por Schlotheim en 1822.

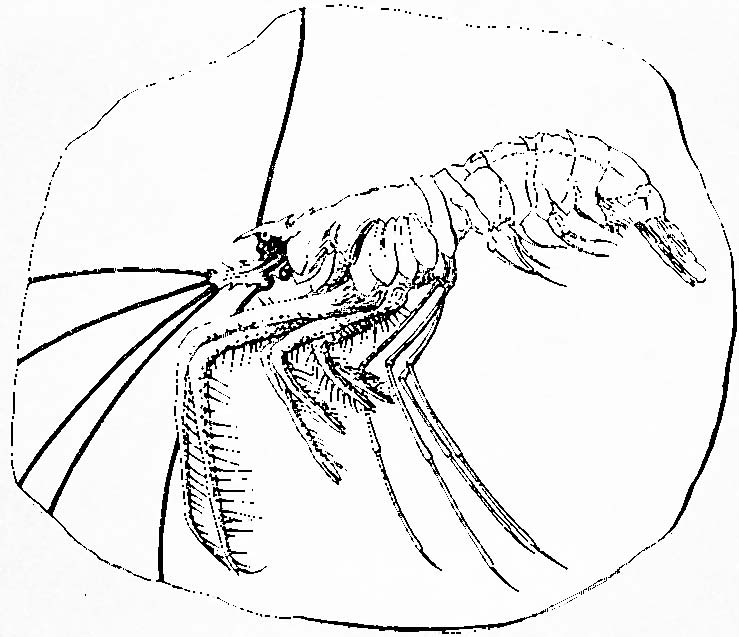
Holotipo de Aeger tipularius, dibujo de Schlotheim, 1822